# Pomnik Józefa Piłsudskiego w Soli
Pomnik Marszałka Józefa Piłsudskiego – odsłonięty w 1936 roku pomnik Józefa Piłsudskiego znajduje się w Soli przed Kościołem św. Michała Archanioła. Fundatorem pomnika byli mieszkańcy Soli. Pomnik został zburzony w 1946 roku, odbudowany dopiero w 1990 roku.
Na pomniku widnieje tablica z napisem: „JÓZEFOWI PIŁSUDSKIEMU WSKRZESICIELOWI PAŃSTWA POLSKIEGO SPOŁECZEŃSTWO SOLI” oraz przedstawiająca profil Józefa Piłsudskiego.

## Galeria

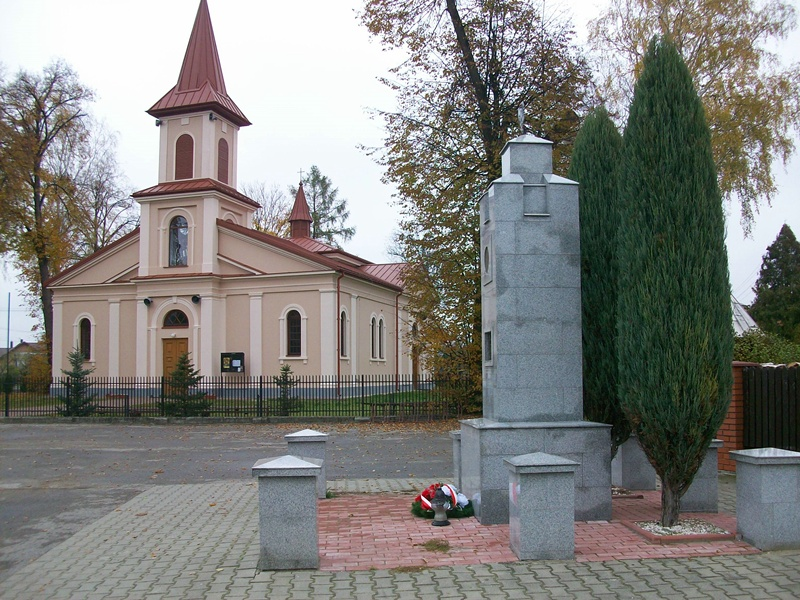
Pomnik Józefa Piłsudskiego w Soli z widokiem na Kościół
Zdjęcie tablicy na pomniku Józefa Piłsudskiego w Soli